# Écaillon

 Écaillon là một xã ở tỉnh Nord trong vùng Hauts-de-France, Pháp.